# Rupit i Pruit
Rupit e Pruit (em catalão e oficialmente) ou Rupit y Pruït (em castelhano) é um município da Espanha na comarca de Osona, província de Barcelona, comunidade autónoma da Catalunha. Tem 47,8 km² de área e em 2021 tinha 296 habitantes (densidade: 6,2 hab./km²).
É um município na zona de Collsacabra formado por duas povoações que foram independentes até 1977: Pruit, um conjunto de granjas dispersas, e Rupit,  um núcleo urbano que conserva todo o seu encanto medieval, com casas de arquitectura românica e ruas de pedra, considerada uma das aldeias mais bonitas da Catalunha.

## Demografia
| Variação demográfica do município entre 1991 e 2004[carece de fontes?] | Variação demográfica do município entre 1991 e 2004[carece de fontes?] | Variação demográfica do município entre 1991 e 2004[carece de fontes?] | Variação demográfica do município entre 1991 e 2004[carece de fontes?] |
| ---------------------------------------------------------------------- | ---------------------------------------------------------------------- | ---------------------------------------------------------------------- | ---------------------------------------------------------------------- |
| 1991                                                                   | 1996                                                                   | 2001                                                                   | 2004                                                                   |
| 343                                                                    | 357                                                                    | 341                                                                    | 344                                                                    |

## Património
- Pontes
- Igrejas (entre elas a românica de Sant Joan de Fàbregues)
- Cascata de Sallent
- Monumento natural de Agullola